# U-423
| U-423                      | U-423                                                          | U-423                                                          |
| -------------------------- | -------------------------------------------------------------- | -------------------------------------------------------------- |
|                            |                                                                |                                                                |
|                            |                                                                |                                                                |
|                            |                                                                |                                                                |
| Під прапором               | Третій рейх                                                    | Третій рейх                                                    |
| Спуск на воду              | 7 листопада 1942 року                                          | 7 листопада 1942 року                                          |
| Виведений зі складу флоту  | 17 червня 1944 року                                            | 17 червня 1944 року                                            |
| Сучасний статус            | затоплений                                                     | затоплений                                                     |
| Проєкт                     |                                                                |                                                                |
| Тип ПЧ                     | Торпедний ДПЧ                                                  | Торпедний ДПЧ                                                  |
| Основні характеристики     |                                                                |                                                                |
| Швидкість (надводна)       | 17,7 вузлів                                                    | 17,7 вузлів                                                    |
| Швидкість (підводна)       | 7,6 вузлів                                                     | 7,6 вузлів                                                     |
| Робоча глибина занурення   | 100 м                                                          | 100 м                                                          |
| Гранична глибина занурення | 220 м                                                          | 220 м                                                          |
| Екіпаж                     | 44 осіб                                                        | 44 осіб                                                        |
| Розміри                    |                                                                |                                                                |
| Довжина найбільша (по КВЛ) | 67,1 м                                                         | 67,1 м                                                         |
| Ширина корпусу найб.       | 6,2 м                                                          | 6,2 м                                                          |
| Висота                     | 9,6 м                                                          | 9,6 м                                                          |
| Середня осадка (по КВЛ)    | 4,70 м                                                         | 4,70 м                                                         |
| Водотоннажність надводна   | 769 т                                                          | 769 т                                                          |
| Озброєння                  |                                                                |                                                                |
| Артилерія                  | одна палубна гармата калібру 88-мм, одна 20-мм зенітна гармата | одна палубна гармата калібру 88-мм, одна 20-мм зенітна гармата |
| Торпедно- мінне озброєння  | 4 носових і один кормовий ТА. 14 торпед                        | 4 носових і один кормовий ТА. 14 торпед                        |

U-423 — німецький підводний човен типу VIIC, часів Другої світової війни.
Замовлення на будівництво човна було віддане 10 квітня 1941 року. Човен був закладений на верфі суднобудівної компанії «Danziger Werft AG» у Данцигу 16 квітня 1942 року під заводським номером 124, спущений на воду 7 листопада 1942 року, 3 березня 1943 року під командуванням оберлейтенанта Йоахіма Метнера увійшов до складу 8-ї флотилії.
Човен зробив 1 бойовий похід, у якому не потопив та не пошкодив жодного судна.
Потоплений 17 червня 1944 року в Норвезькому морі північно-східніше Шетландських островів (63°06′ пн. ш. 02°05′ сх. д. / 63.100° пн. ш. 2.083° сх. д.) глибинними бомбами норвезького летючого човна «Каталіна». Всі 53 члени екіпажу загинули.

## Командири
- Оберлейтенант-цур-зее Йоахім Метнер (3 березня — 26 вересня 1943)
- Оберлейтенант-цур-зее Гінріх Келлінг (27 вересня — жовтень 1943) — виконувач обов'язків.
- Оберлейтенант-цур-зее Клаус Гаклендер (жовтень 1943 — 17 червня 1944)